# Gabe Evans
Timothy Gabriel Joseph Evans, detto Gabe (Aurora, 28 luglio 1986), è un politico statunitense, membro della Camera dei Rappresentanti per lo stato del Colorado dal 2025.

## Biografia
Nato in una famiglia di origini messicane, dopo il college Evans si arruolò nell'esercito, dapprima nella Virginia Army National Guard e poi nella Colorado Army National Guard. Divenne un pilota di Sikorsky UH-60 Black Hawk e prese parte all'Operazione Enduring Freedom. Raggiunse il grado di capitano e si congedò con onore nel 2019.
Nel 2011 entrò a far parte del dipartimento di polizia di Arvada, dove raggiunse successivamente il grado di tenente.
Entrato in politica con il Partito Repubblicano, nel 2022 vinse un seggio all'interno della Camera dei rappresentanti del Colorado totalizzando il 63% dei voti. Membro della commissione giustizia, tra le sue iniziative ci fu una proposta di legge per garantire ai dipendenti pubblici il tempo per svolgere il servizio nella Guardia nazionale.
Nel 2023 annunciò la propria candidatura per il Congresso, sfidando la deputata democratica in carica Yadira Caraveo nelle elezioni parlamentari del 2024 per la Camera dei Rappresentanti.
Si aggiudicò le primarie repubblicane e divenne lo sfidante ufficiale della deputata Caraveo, in quella che fu la competizione più combattuta nello stato in quella tornata elettorale.
Appoggiato ufficialmente da Donald Trump, Evans cercò comunque di proporsi all'elettorato come un candidato moderato. Licenziò la direttrice politica della sua campagna elettorale, Jessica Spindle, per aver postato sui propri social contenuti antisemiti, violenti e in linea con le teorie del complotto di QAnon.
Si espresse contrariamente alla libertà di scelta sul tema dell'aborto, pur opponendosi ad una legge federale che lo vietasse. In materia di immigrazione, si disse favorevole al programma Deferred Action for Childhood Arrivals, sostenendo che le persone protette da quella misura non dovessero essere deportate; affermò inoltre la propria contrarietà alle politiche di contrasto all'immigrazione clandestina che portassero alla separazione delle famiglie. Nell'ambito della guerra Israele-Hamas si schierò con Israele e si dichiarò contrario all'invio di aiuti umanitari a Gaza, sostenendo che alla lunga questi equivalessero a mantenere in piedi entrambe le fazioni in guerra. Sul sito della propria campagna elettorale incolpò per l'aumento del costo della vita le "draconiane normative climatiche di sinistra".
Al termine della competizione, Evans riuscì a sconfiggere Caraveo superandola di misura, con un margine di scarto dello 0,8%.